# Journée
La journée, substantif de genre féminin, désigne en premier lieu un espace de temps compris traditionnellement entre le lever et le coucher du soleil. Dans ce cadre étroit, journée est synonyme de jour.

## Définitions
Une première acception du terme est celle d'une durée mesurable au sens concret, mais aussi au sens figuré dans la mise en scène antique ou moderne au théâtre (acte d'une journée).
Une seconde acception est celle d'un espace de temps, parfois variable, qui est : 
- soit vécu ou raconté en fonction ou d'après un phénomène climatique singulier ou saisonnier.
- soit employé par l'homme pour accomplir certaines tâches ou activités définies.

Dans ce dernier sens, la journée continue est une journée de travail qui ne comporte en principe que de brèves interruptions, notamment pour se restaurer, mais peut parfois se terminer plus tôt. La journée de huit heures de travail est une revendication du mouvement ouvrier, qui rappelle la lointaine prescription de labeur de la règle bénédictine.

## Sens dérivés
Par métonymie, la journée peut représenter un salaire alloué pour le travail d'une journée. 
Une journée peut désigner une tâche précise accomplie ou à accomplir, ou encore un parcours accompli ou à accomplir, à la marche, en voiture, en car, en train...
Une journée représente une rencontre officielle d'un championnat programmé sur une année en journées ordonnées (première, deuxième...). 
En histoire ou dans une description commune, la journée désigne un espace de temps dans lequel un événement, une action ou une activité si possible remarquable prennent date ou pourraient advenir. Ainsi l'historien événementiel pouvait narrer avec précision et profusion les grandes journées qui ont fait un pays ou une nation, comme la France, la Belgique ou la Suisse.

## Journée selon la chevalerie
Dans le monde de la chevalerie médiévale, une journée peut représenter un affrontement programmé par un défi solennel, un duel ou une bataille. L'analogie avec un duel judiciaire place la rencontre sous le sceau de l'honneur, dans la perspective d'un jugement de Dieu. Une telle journée peut être dure, sanglante et terrible, ou bien être marquée par le défaut, l'attente, le non-sens ou l'absence. Mais ce monde idéal, appelant un comportement exemplaire à l'aune du combattant chrétien, peut s'évanouir en face des réalités ou suivant les périodes de guerre.
Par exemple, la journée de Tartas où les Anglais convoqués se défaussent ou la vraie bataille surprise et imprévue qu'est la Journée des Harengs.

## Journée selon le monde agricole et foncier ancien
Dans le monde agraire ancien, la journée ou jour est une unité de mesure agraire d'arpentage, variable selon les lieux et selon les tâches pour décrire les biens fonciers mis en valeur, dérivée lointaine de la jugère romaine.

## Journées de mise à l'honneur actuelles
Par une acception récente, les journées sont des jours dédiés à des rencontres, des visites, des jours de festivités avec des manifestations spécifiques, mettant en œuvre des cérémonies et commémorations d'institutions, d'actes et de personnalités. Une journée peut être un jour particulier choisi par une autorité publique ou une association quelconque pour être consacré à des thèmes de société ou à une préoccupation partagée, pour mettre à l'honneur des personnalités publiques, des valeurs ou les représentants principaux de la famille...
Ainsi les différentes journée portes ouvertes, journées internationales, journées mondiales, journées nationales...
Mentionnons pour les institutions les journées de l'Europe, la journée des Nations unies, etc.
Le monde festif des mathématiques connaît la Journée de pi, comme celui des chimistes la Journée de la Mole.